# 1986年12月逝世人物列表
1986年逝世人物列表：1月 - 2月 - 3月 - 4月 - 5月 - 6月 - 7月 - 8月 - 9月 - 10月 - 11月 - 12月
1986年12月逝世人物列表，是用于汇总1986年12月期间逝世人物的列表。

## 依日期排序

### 1日
- 歐內斯特·伯克哈特（Ernest Burkhart），94歲，美國殺人犯（奧塞奇印第安人謀殺案）。
- Lee Dorsey，61歲，美國歌手（“Ya Ya”、“Working in the Coal Mine”），肺氣腫。[1]
- 霍勒斯·海特，85歲，美國鋼琴家和大樂隊領隊。[2]
- 鮑比·萊恩（Bobby Layne），59歲，美國 NFL 橄欖球運動員（底特律雄狮隊），心臟驟停。[3]
- 羅伯特·李（Robert Lee），73歲，出生於台灣的英國演員（Mind Your Language）。
- 連震東，82歲，臺灣政治家，內政部長。
- 弗蘭克·麥卡錫，74歲，美國陸軍上將和電影製片人（Patton），癌症。[4]
- 馬丁·約翰·奧康納（Martin John O'Connor），86歲，美國羅馬天主教主教，宗座北美學院院長。[5]
- 瓦尼斯·格達費，64歲，利比亞政治家，利比亞總理，心臟病發作。

### 2日
- Desi Arnaz，69歲，古巴裔美國演員（我爱露茜）和電視製片人（Desilu），肺癌。[6]
- Vrest Orton，89歲，美國商人（佛蒙特州鄉村商店）。[7]
- 比利·蘭切爾（Billy Rancher），29歲，美國音樂家，癌症。
- 肯·斯科特，58歲，美國演員。
- 迪克·范戴克，55歲，美國政治家，華盛頓眾議院議員，自殺。[8]
- Eli L. Whiteley，72歲，美國陸軍步兵上尉，榮譽勳章獲得者，心臟病發作。[9]

### 3日
- Ajit Kumar Basu，73-74歲，印度心臟外科醫生，Shanti Swarup Bhatnagar 獎獲得者。[10]
- 莉娜·法蘭西斯·愛德華茲（Lena Frances Edwards），86歲，美國醫生，總統自由勳章獲得者。[11]
- Austin Hayes，28歲，英國出生的足球運動員（愛爾蘭共和國國家足球隊、北安普顿足球俱乐部），肺癌。[12]
- 鮑勃·霍華德，80歲，美國歌手。[13]
- 安東尼·馬斯卡倫哈斯（Anthony Mascarenhas），58歲，巴基斯坦記者和作家（孟加拉國：血的遺產）。[14]
- 鮑勃·莫爾黑德，48歲，美國職業棒球大聯盟球員（紐約大都會隊）。[15]

### 4日
- Campo Elías Delgado，52歲，哥倫比亞狂歡殺手，被槍殺。[16]
- 魯本·納基安，89歲，美國雕塑家，心力衰竭。[17]

### 5日
- Raymond Caruana，26歲，馬爾他政治活動家，被槍殺。[18]
- Nil Ratan Dhar，94歲，印度土壤科學家，世界科學院創始成員，跌倒併發症。[19]
- 查理斯·杜吉德（Charles Duguid），102歲，蘇格蘭出生的澳大利亞醫生和原住民權利活動家。[20]
- 羅伯托·埃斯卡拉達（Roberto Escalada），72歲，阿根廷演員，心臟病發作。
- Theodor Kretschmer，85歲，納粹德國國防軍將軍，騎士鐵十字勳章獲得者。[21]
- 黎仲迅，72歲，越南陸軍將軍。[22]
- 羅爾夫·朔克（Rolf Schock），53歲，法國出生的美國哲學家，在修理車輛時發生事故。[23]
- 尤德，65歲，英國政治家和外交官，香港總督，駐華大使，心臟病發作。[24]

### 6日
- René Brô，56歲，法國藝術家。[25]
- Rozelle Gayle，67歲，美國爵士鋼琴家和演員，癌症。[26]
- 羅伯特·洛夫（Robert J. Love），68歲，加拿大出生的美國王牌飛行員，心力衰竭。[27]
- Bhagwan Sahay，81歲，印度政治家，喀拉拉邦、查謨和喀什米爾州州長。[28]

### 7日
- 恩里科·阿裡戈尼（Enrico Arrigoni），92歲，義大利裔美國無政府主義者和政治活動家。
- 羅伯托·比安奇·蒙特羅（Roberto Bianchi Montero），79歲，義大利演員、導演和編劇。
- Sydney J. Harris，69歲，美國記者（芝加哥每日新聞、芝加哥太陽報）。[29]
- 孔查·門德斯，88歲，西班牙詩人和劇作家（第27代）。
- Homa J. Porter，90歲，美國商人和政治活動家。[30]

### 8日
- 恩斯特·比伯斯坦（Ernst Biberstein），87歲，納粹德國上校和戰犯。
- 哈裡森·布朗，69歲，美國核化學家和地球化學家（曼哈頓計劃），肺癌。[31]
- 沃爾特·福蘭（Walter E. Foran），67歲，美國政治家，新澤西州參議院議員，肺癌。[32]
- 喬治·亨克（Georg Henke），78歲，東德外交官，駐朝鮮大使。[33]
- Hollywood Fats，32歲，美國藍調吉他手，心臟病發作。[34]
- 阿納托利·瑪律琴科（Anatoly Marchenko），48歲，蘇聯持不同政見者和作家，絕食抗議者。[35]
- 約翰·梅爾維爾，84歲，英國畫家。[36]
- Arthur S. Moreau Jr.，55歲，美國海軍上將，心臟病發作。[37]
- Heinz Neukirchen，71歲，納粹德國海軍上將。
- 亨利·里德，72歲，英國詩人和廣播劇作家。[38]
- 克裡斯托弗·賽克斯，79歲，英國作家和傳記作家。[39]
- Harald Throne-Holst，81歲，挪威化學工程師，挪威工業聯合會主席。

### 9日
- 琳達·庫克（Linda Cook），24歲，英國謀殺案受害者。[40]
- Éamon de Valera， Jnr.，73歲，愛爾蘭婦產科醫生，非法為無子女夫婦提供嬰兒。[41]
- Maurice E. Dockrell，78歲，愛爾蘭政治家，都柏林市長 Teachta Dála。[42]
- T. J. Morgan，79歲，威爾士學者，斯旺西大學威爾士語教授。[43]
- Walter J. Stoessel Jr.，66歲，美國外交官、美國國務卿、駐三個國家的大使，白血病。[44]
- Maxwell Wintrobe，85歲，奧地利出生的美國醫生（血液學）。[45]
- 阿納托利·茲維列夫，55歲，俄羅斯藝術家。

### 10日
- George Ambrum，43歲，澳大利亞橄欖球聯盟球員（澳大利亞、北悉尼）。[46]
- 苏珊·卡伯特，59歲，美國女演員（《戰斧》、《硝煙》），被謀殺。[47]
- 布鲁诺·莫拉，49歲，義大利足球運動員（AC米兰），胃瘤。 [48]
- 弗雷德·斯通（Fred Stone），51歲，加拿大音樂家。[49]
- Leon G. Turrou，91歲，美國聯邦調查局特工。
- 凱特·沃爾夫（Kate Wolf），44歲，美國民謠歌手，白血病。[50]

### 11日
- 卡爾-古斯塔夫·拉格費爾特（Karl-Gustav Lagerfelt），77歲，瑞典外交官，駐奧地利和荷蘭大使。
- 克拉倫斯·馬丁（Clarence A. Martin），90歲，美國陸軍上將。
- Fritz Maurischat，93歲，德國製作設計師（Martin Luther）。
- 格斯·沃克（Gus Walker），74歲，英國皇家空軍轟炸機飛行員。[51]

### 12日
- 拉希德·喬杜里（Rashid Choudhury），54歲，孟加拉國藝術家。[52]
- Antoni Gościński，77歲，波蘭醫務人員和納粹集中營被拘禁者。
- 加里·路易斯，44歲，美國 NFL 橄欖球運動員（舊金山49人），盧·賈里克病。[53]
- 哈裡·歐文斯（Harry Owens），84歲，美國樂隊領隊和詞曲作者（《甜蜜的萊蘭妮》（Sweet Leilani））。[54]
- 卡洛斯·拉米雷斯（Carlos Ramírez），70歲，哥倫比亞男中音和演員。[55]
- 亞歷山大·H·史密斯，82歲，美國真菌學家（真菌）。[56]
- 克利福德·斯泰恩（Clifford Stine），80歲，美國電影攝影師（《不可思議的縮小人》）。
- 保羅·韋爾納（Paul Verner），75歲，東德政治家（德国统一社会党）。[57]
- 巴迪·威廉姆斯，68歲，澳大利亞鄉村歌手。
- 約翰尼·維羅斯泰克，67歲，美國職業棒球大聯盟球員（辛辛那提紅人隊）。[58]

### 13日
- 希瑟·安吉爾，77歲，英國女演員（小飛俠、爱丽丝梦游仙境），癌症。[59]
- 埃拉·貝克（Ella Baker），83歲，美國民權活動家。[60]
- Kuwasi Balagoon，39歲，美國無政府主義者和政治活動家（黑豹黨），真菌性肺炎。
- 格林·丹尼爾（Glyn Daniel），72歲，威爾士考古學家和編輯（古代）。[61]
- 湯瑪斯·傑斐遜（Thomas Jefferson），66歲，美國爵士小號手。
- 瑪莎·米爾斯（Martha Mears），76歲，美國歌手（《很久以前（和遙遠的）》（Long Ago （and Far Away））《我的愚蠢的心》（My Foolish Heart））。
- Smita Patil，31歲，印度女演員（Bhumika、Chakra），分娩併發症。[62]
- Kim Peyton，29歲，美國游泳運動員和奧運會金牌得主，腦瘤。[63]
- İlhami Sancar，76-77歲，土耳其政治家，國防部）。
- 亨利·溫斯頓，75歲，美國政治活動家，美國共產黨成員。[64]

### 14日
- Bassey Eyo Ephraim Adam III，81歲，奈及利亞 Efik 領導人。
- 謝麗爾·阿勞霍（Cheryl Araujo），25歲，她啟發自電影暴劫梨花的美國強姦受害者，交通事故。[65]
- Claude Bertrand，67歲，法國演員，癌症。
- Antal Páger，87歲，匈牙利演員（《雲雀戲劇》）。
- 佩德羅·塞恩斯·羅德裡格斯（Pedro Sainz Rodríguez），89歲，西班牙作家和王室顧問。
- 郑章远，58歲，新加坡政治家（新加坡国家发展部），自殺。[66]

### 15日
- 大衛·詹姆斯，66歲，英國政治家、作家和冒險家，國會議員。[67]
- 弗里德里希·卡爾·馮·科尼格-瓦特豪森（Friedrich Karl von Koenig-Warthausen），80歲，德國飛行員和世界環球航海家。
- 塞爾日·利法爾（Serge Lifar），81歲，蘇聯和法國芭蕾舞演員和編舞家（巴黎歌劇院）。[68]
- 西摩·利普頓（Seymour Lipton），83歲，美國雕塑家（紐約學派）。[69]
- 米科拉斯·魯茲吉斯（Mykolas Ruzgys），71歲，美國出生的立陶宛籃球運動員和教練。[70]
- 約翰·扎倫巴，78歲，美國演員（本·凱西，时间隧道）。[71]

### 16日
- 克萊德·維德林（Clyde Vidrine），47-48歲，埃德溫·愛德華茲（Edwin Edwards）的美國保鏢，被槍殺。[72]

### 17日
- 彼得·博韋，70歲，德國電視導演和編劇。
- 吉列爾莫·卡諾·伊薩扎（Guillermo Cano Isaza），61歲，哥倫比亞記者，El Espectador 編輯，被謀殺。[73]
- 奧斯卡·戈德曼，60-61歲，美國數學家。[74]
- 奧克利·霍爾德曼（Oakley Haldeman），77歲，美國詞曲作者、作曲家和作家（《聖誕老人來了》）。
- 瓦迪斯瓦夫·莫斯，86歲，波蘭地主，塔齊奧在威尼斯之死中的靈感來源。
- Mary Verghese，61歲，印度醫生。

### 18日
- 喬治·艾米，83歲，美國電影剪輯師（空軍、勝利之歌）。
- 馬莫·克拉克，72歲，美國女演員（西元前一百萬年），癌症。[75]
- Winifred Deforest Coffin，75歲，美國女演員（紅骷髏秀）。[76]
- John D. deButts，71歲，美國商人，AT&T 首席執行官，心臟病發作。[77]
- 莫頓·弗裡德（Morton Fried），63歲，美國人類學教師，心臟驟停。[78]
- 多蘿西·莫爾特（Dorothy Molter），79歲，美國度假村老闆（邊界水域獨木舟區荒野）。[79]
- 湯瑪斯·塔普利（Thomas M. Tarpley），64歲，美國陸軍上將。

### 19日
- VC Andrews，63歲，美國小說家（《閣樓上的花》），乳腺癌。[80]
- 安德列·查巴年科，77歲，蘇聯海軍上將。
- 沃納·丹克沃特（Werner Dankwort），91歲，德國外交官，駐巴西和加拿大大使。[81]
- 弗里蒂奧夫·弗萊克塞爾，86歲，美國地質學家和博物學家。[82]
- Hulan Jack，79歲，出生於聖盧西亞的美國政治家，癌症。[83]
- 肯揚·尼科爾森（Kenyon Nicholson），92歲，美國劇作家。
- 歐內斯特·戈登·魯普（Ernest Gordon Rupp），76歲，英國衛理公會傳教士、神學家和歷史學家。

### 20日
- 費迪南德·布蘭德納（Ferdinand Brandner），83歲，奧地利航空航太工程師，納粹黨衛軍成員。
- 羅塞拉·科莫（Rossella Como），47歲，義大利女演員和電視名人，癌症患者。[84]
- 喬·德薩，27歲，美國職業棒球大聯盟（聖路易紅雀隊），交通事故。[85]
- 裘莉·科貢（Julie Kogon），68歲，美國羽量級拳擊手。
- 凱薩琳·莫裡斯（Kathleen Morris），93歲，加拿大畫家，海狸霍爾集團（Beaver Hall Group）成員。
- William A. Nolen，58歲，美國外科醫生和醫學專欄作家（McCall 雜誌）。[86]
- Silvano Melea Otieno，54-55歲，肯亞律師，心臟病發作。[87]
- 哈裡·普拉特爵士，100歲，英國骨科醫生，英國皇家外科醫學院院長。[88]
- 弗洛里亞諾·瓦茲（Floriano Vaz），23歲，印度作家，被槍殺。[89]

### 21日
- 威利·科彭斯（Willy Coppens），94歲，比利時王牌飛行員，“氣球剋星”。[90]
- 吉伯特·萊斯韋特（Gilbert Laithwaite），92歲，愛爾蘭出生的英國外交官。[91]
- S. Nadesan，82歲，斯裡蘭卡律師和政治家。[92]
- 弗朗西斯·小皮爾斯，62歲，美國醫院軍官，榮譽勳章獲得者，肺癌。
- 比爾·辛普森，55歲，蘇格蘭演員（芬利博士的案例集），肺炎。[93]

### 22日
- 瑪麗·伯切爾（Ida Cook），82歲，英國小說家和人道主義者，癌症。[94]
- 塞利烏斯·多爾蒂，84歲，美國作曲家。[95]
- 莫裡斯·格羅瑟（Maurice Grosser），83歲，美國畫家和作家。[96]
- 約翰·梅西（John Macy），69歲，美國政府行政長官，聯邦緊急事務管理局（Federal Emergency Management Agency）局長。[97]
- Nii Amaa Ollennu，80歲，迦納政治家，代理總統。
- David Penhaligon，42歲，英國政治家，國會議員，自由黨主席，交通事故。[98]
- Saqi，61歲，巴基斯坦演員。
- Jean-Paul St. Laurent，74歲，加拿大政治家，下議院議員。[99]
- 哈威·斯蒂芬斯，85歲，美國演員和飛行員。[100]

### 23日
- Gerhard Bienert，88 歲，德國演員。[101]
- 瑪喬麗·赫斯特德（Marjorie Husted），94歲，美國女商人（“貝蒂·克羅克”（Betty Crocker））。[102]
- Hazard E. Reeves，80 歲，美國聲音編輯，心臟病發作。[103]
- R. Gordon Wasson，88 歲，美國民族真菌學家（致幻蘑菇）和作家。[104]

### 24日
- 蓋伊·巴內特（Guy Barnett），58歲，英國政治家，國會議員，心臟病發作。[105]
- 加德纳·福克斯（Gardner Fox），75歲，美國漫畫作家和小說家，《閃電俠》的聯合創作者，肺炎。
- 埃裡克·瑪律科姆·鐘斯（Eric Malcolm Jones），79歲，英國情報官員，GCHQ主任。[106]
- 阿諾德·凱特爾，70歲，英國馬克思主義文學評論家。[107]
- 鮑勃·盧勒姆，60歲，澳大利亞橄欖球聯盟球員（澳大利亞巴爾曼老虎隊），心臟病發作。[108]
- 阿爾伯特·韋德曼（Albert Widmann），74歲，德國化學家和被定罪的戰犯（Aktion T4）。
- 理查·范·德·里特·伍利爵士，80歲，英國天文學家，皇家天文學家。[109]

### 25日
- 歐姆拉姆·米哈伊爾·艾萬霍夫，86歲，保加利亞哲學家。
- 弗里德里希·馮·萊德伯爾，86歲，奧地利演員（《白鯨》《亞歷山大大帝》）。[110]
- 詹姆斯·奧利弗（James C. Oliver），91歲，美國政治家，美國眾議院議員。[111]
- Hamao Umezawa，72歲，日本微生物學家，肺炎。[112]

### 26日
- 卡爾·科恩（Carl Cohen），73歲，美國賭博主管（El Rancho Vegas、Sands Hotel and Casino）。[113]
- Bina Das，75歲，印度革命者。[114]
- 萊斯利·德懷爾（Leslie Dwyer），80歲，英國演員，呼吸衰竭。
- 埃尔莎·兰彻斯特，84歲，英國女演員（控方证人、來到馬廄、歡樂滿人間），肺炎。[115]

### 27日
- 喬治·丹傑菲爾德，82歲，美國作家（自由英格蘭的奇異死亡），名利場的文學編輯，白血病。[116]
- 阿曼達·容克拉·巴特勒（Amanda Junquera Butler），88歲，西班牙作家。
- Lars-Erik Larsson，78歲，瑞典作曲家和指揮家（冬天的故事、田園組曲），糖尿病。
- 杜馬斯·馬龍，94歲，美國歷史學家（傑斐遜和他的時代）。[117]
- Albert W. Sherer Jr.，70歲，美國外交官，駐多哥、赤道幾內亞、幾內亞和捷克斯洛伐克大使。[118]

### 28日
- 約瑟夫·萊昂·布勞（Joseph Leon Blau），77歲，美國哲學家和猶太歷史學家。[119]
- 洛塔爾·博爾茨，83歲，東德政治家、外交部長。[120]
- 36歲的美國右翼政治活動家特裡·多蘭（Terry Dolan）公開攻擊同性戀權利的同性戀者出櫃，愛滋病。[121]
- 黄克诚，84歲，中國人民解放軍上將。[122]
- 奧爾頓·列儂，80歲，美國政治家，美國眾議院和參議院議員。[123]
- 約翰·D·麥克唐納（John D. MacDonald），70歲，美國小說家（《劊子手》），心臟手術併發症。[124]
- Jan Nieuwenhuys，64歲，荷蘭畫家。
- 喬爾·雷斯尼科夫（Joel Resnicoff），38歲，美國藝術家和時尚插畫家，愛滋病患者。[125]

### 29日
- 約翰·安蒂爾，82歲，澳大利亞作曲家（Corroboree）。[126]
- 奧維爾·霍奇（Orville Hodge），82歲，美國公共帳目審計師，被定罪的貪污者。[127]
- 菲力浦· B·霍夫曼，77歲，美國商人，強生公司董事長，心臟病發作。[128]
- 西塔拉姆·拉拉斯（Sitaram Lalas），78歲，印度詞典編纂者。
- 哈羅德·麥美倫（Harold Macmillan），92歲，英國政治家，英國首相。[129]
- Grete Mosheim，81歲，德國出生的女演員（《夢想之車》），癌症。[130]
- 彼得羅·帕倫特（Pietro Parente），95歲，義大利羅馬天主教樞機主教。[131]
- 安德烈·塔尔科夫斯基，54歲，蘇聯電影導演（镜子、安德烈·鲁布廖夫、潛行者），肺癌。[132]

### 30日
- 卡西·布朗（Cassie Brown），67歲，加拿大記者和作家（《冰上之死》（Death on the Ice）、《弗洛里澤爾號殘骸》（The Wreck of the Florizel））。
- İlhan Koman，65歲，土耳其-瑞典雕塑家（Akdeniz）。
- Charles Magnante，81歲，美國手風琴家。
- 埃拉·貝爾·湯普森，81歲，美國小說家。[133]

### 31日
- 皮耶羅·基亞拉（Piero Chiara），73歲，義大利作家。
- 唐納德·弗萊明，81歲，加拿大政治家、國會議員、國際貨幣基金組織官員，中風。[134]
- 勞埃德·海恩斯，52歲，美國演員（222號房間），肺癌。[135]
- 傑弗里·奧德利·邁爾斯（Geoffrey Audley Miles），96歲，英國皇家海軍上將。
- Raj Narain，69歲，印度政治家，Lok Sabha 成員，心臟病發作。[136]
- Don Sleet，48歲，美國爵士小號手，淋巴瘤。[137]
- 巴托·斯密特（Bartho Smit），62歲，南非作家，癌症。
- 埃絲特·薩瑟蘭，54歲，美國女演員。
- 德懷特·泰勒，83歲，美國作家和編劇，心臟病發作。

### 未知日期
- Pearl Frush，79歲，美國海報和魅力插畫藝術家。
- 吉姆·奧康諾利（Jim O'Connolly），60歲，英國演員、導演和編劇（《埃德加·華萊士之謎》）。
- 羅伯特·奧斯古德，64-65歲，美國外交和軍事政策專家。
- Toño Salazar，99歲，薩爾瓦多漫畫家、插畫家和外交官，帕金森病患者。
- John R. Wiegand，74歲，德國出生的美國科學家（韋根效應）。